# San Jerónimo Sud
San Jerónimo Sud is een plaats in het Argentijnse bestuurlijke gebied San Lorenzo in de provincie Santa Fe. De plaats telt 2.755 inwoners.